# Catena Centrale
La Catena Centrale (in russo Срединный хребет, Sredinnyj chrebet) è una catena montuosa dell'estremo oriente russo.

## Geografia
La Catena Centrale costituisce l'"ossatura" della penisola della Kamčatka; si allunga per quasi tutta la sua lunghezza (circa 1.000 km in direzione nordest-sudovest, partendo dall'istmo fra il Golfo di Šelichov ad occidente e il Mare di Bering ad oriente, mentre la larghezza massima dell'intero sistema montuoso è di qualche decina di chilometri. All'estremità meridionale, la vallata del fiume Kamčatka la separa dalla Catena Orientale.
I monti della Catena Centrale raggiungono quote notevoli, culminando nel vulcano Ičinskaja Sopka a 3.621 m..
Data la vicinanza delle linee spartiacque alla costa, i fiumi che discendono da queste montagne non raggiungono lunghezze elevate; fa eccezione il già ricordato fiume Kamčatka, il più importante della penisola. Altri corsi d'acqua di un certo rilievo sono la Bystraja, il Tigil', la Amanina e la Iča.
La rigidità climatica fa sì che l'intera catena sia pressoché spopolata; deboli addensamenti di popolazione si osservano solo lungo la valle del fiume Kamčatka.

## Geologia
I monti della Catena Centrale si saldano a nordest ai Monti dei Coriacchi, mentre si prolungano a sud nel cordone insulare delle isole Curili; questi tre sistemi costituiscono parte di un unico complesso, che descrive un ampio "arco" allungato per migliaia di chilometri lungo la costa occidentale del Mare di Bering.
Si tratta di una zona geologicamente giovane, dove i processi orogenetici sono tuttora in opera, testimoniati dall'intenso vulcanismo e dalla frequenza dei terremoti; il "motore" di questi sommovimenti è dato dalla subduzione della litosfera oceanica pacifica. L'intera zona si situa infatti lungo la cosiddetta cintura di fuoco del Pacifico, che circonda gran parte del bacino oceanico.

## Clima e vegetazione
Anche se gli intensissimi rigori invernali della Siberia orientale sono sconosciuti, le correnti marine fredde che scendono da nord lungo la costa del Mare di Bering, contribuiscono a raffreddare notevolmente il clima della zona, tanto che anche al livello del mare le temperature dei mesi più caldi non superano mai i 12-13 °C.
Questo fa sì che questi monti siano prevalentemente coperti da tundra, mentre solo alle quote inferiori o nei bacini più riparati si ha la crescita di una foresta boreale di conifere.
Come già evidenziato, gli inverni sono freddi, ma non eccezionalmente; sono generalmente molto nevosi per via delle frequenti perturbazioni provenienti dai bacini circostanti.